# Typhlops biminiensis
Typhlops biminiensis este o specie de șerpi din genul Typhlops, familia Typhlopidae, descrisă de Richmond 1955. A fost clasificată de IUCN ca specie cu risc scăzut.

## Subspecii
Această specie cuprinde următoarele subspecii:
- T. b. biminiensis
- T. b. epactia
- T. b. paradoxus